# 카살벨리노
카살벨리노(이탈리아어: Casal Velino)는 이탈리아 캄파니아주 살레르노도에 위치한 코무네다.